# Banpobrug

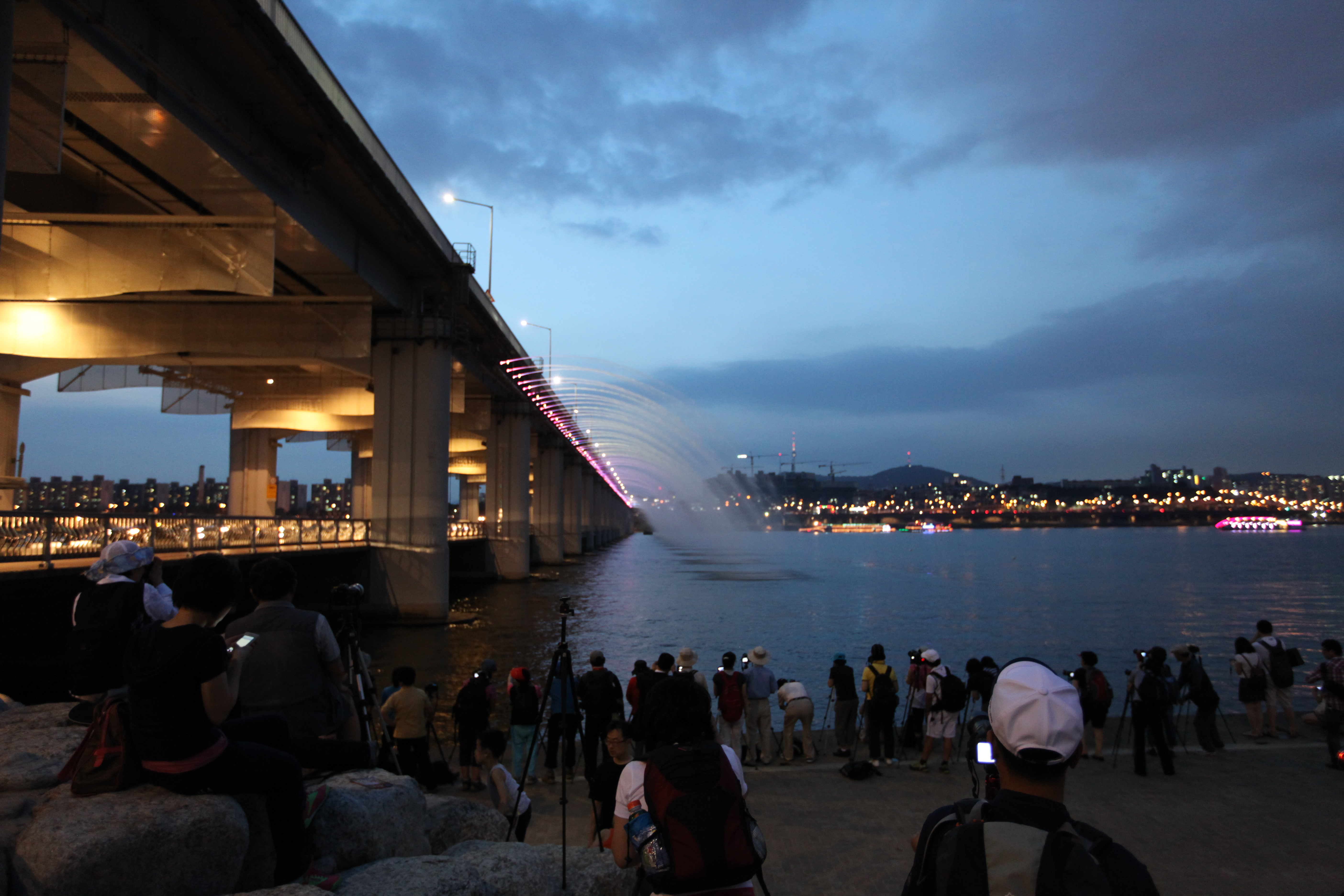
De Banpo-brug in Seoel, Zuid-Korea, tijdens een fonteinshow bij zonsondergang.

De Banpobrug is het bovenste deel van een dubbeldeksbrug. Hij vormt samen met de Jamsubrug een liggerbrug over de rivier Han Gang in Seoel, Zuid-Korea. De brug verbindt de stadsdistricten Seocho en Yongsan. De overspanning werd voltooid in 1982 en is 1495 meter lang.

## Regenboogfontein
Aan de brug is in 2009 de Regenboogfontein geïnstalleerd. Het is met 380 spuitgaten aan iedere zijde van de brug de langste brugfontein ter wereld. De fontein is 1140 meter lang en spuit per minuut 190 ton water. De verlichting bestaat uit bijna 10.000 ledlampen.